# Myosorex babaulti
Myosorex babaulti är en däggdjursart som beskrevs av Heim de Balsac och Lamotte 1956. Myosorex babaulti ingår i släktet Myosorex och familjen näbbmöss. Inga underarter finns listade i Catalogue of Life.

## Utseende
Arten är med en kroppslängd (huvud och bål) av 79 till 91 mm, en svanslängd av 34 till 40 mm och en vikt av 12 till 22 g en mellanstor näbbmus. Bakfötterna är 10 till 16mm långa och öronen är 2 till 3mm stora. Myosorex babaulti liknar i viss mån en mullvad. Den mjuka och täta pälsen är på ovansidan svartaktig med bruna nyanser. Undersidans päls har en lite ljusare färg. Typisk är små långsträckta ögon. Vid de bruna framtassarna finns stora klor. Den ljusa svansen bär endast på undersidan några hår. Jämförd med Myosorex blarina har arten robustare tänder.

## Utbredning och ekologi
Denna näbbmus förekommer i bergstrakter i centrala Afrika i Uganda, Burundi och östra Kongo-Kinshasa. Kanske lever den även i Rwanda. Arten vistas i regioner som ligger 1850 till 3300 meter över havet. Habitatet utgörs av ursprungliga tropiska bergsskogar.
 På grund av kroppsbyggnaden antas att Myosorex babaulti främst lever underjordisk. Dräktiga honor och honor med aktiva spenar hittades under regntiden.

## Hot
Troligtvis påverkas beståndet av landskapsförändringar. I regionen ligger Bwinidi nationalparken. Utbredningsområdets storlek uppskattas med 2400 km². IUCN kategoriserar arten globalt som nära hotad.